# Manassas, Virginia
Manassas là một thành phố độc lập bao quanh bởi quận Prince William và thành phố độc lập Manassas Park, tiểu bang Virginia, Hoa Kỳ. Thành phố có diện tích 25,8 km², dân số thời điểm năm 2007 theo điều tra của Cục điều tra dân số Hoa Kỳ là 35.412 người2.